# باولو ماكياريني
باولو ماكياريني (المولود في 22 أغسطس 1958) جراح قلب وصدر إيطالي سويسري المولد وباحث سابق في الطب التجديدي اشتهر بالاحتيال البحثي وسلوك التلاعب النفسي.
كان ماكياريني يُعتبر في السابق رائدًا في استخدام كل من السقالات البيولوجية والاصطناعية المستزرعة بالخلايا الجذعية الخاصة بالمرضى باعتبارها عمليات زرع قصبة هوائية (رغامى)، وكان أستاذًا زائرًا ومديرًا بعقد مؤقت في معهد كارولنسكا السويدي من 2010. اتُهم ماكياريني بإجراء عمليات جراحية تجريبية بشكل غير أخلاقي، حتى على المرضى الأصحاء نسبيًا، ما أدى إلى وفاة سبعة من المرضى الثمانية الذين تلقوا واحدة من عمليات زرع القصبة الهوائية الاصطناعية التي نفذها. وأشارت مقالات في مجلة فانيتي فير وأفتون بلادت إلى أنه زوّر بعض مؤهلاته الأكاديمية في السير الذاتية.
استقال أوربان ليندال، أمين لجنة نوبل لعلم وظائف الأعضاء أو الطب، في فبراير 2016 بسبب مشاركته في توظيف ماكياريني في معهد كارولنسكا. بعد ذلك بوقت قصير، استقال أيضًا نائب رئيس المعهد، أندرس هامستن، الذي برّأ ماكياريني من سوء السلوك في 2015. أنهى معهد كارولنسكا علاقته السريرية مع ماكياريني في 2013 ولكنه سمح له بالاستمرار بصفة باحث. في فبراير 2016، أعلنت الجامعة أنها لن تجدد عقده البحثي، الذي كان من المقرر أن ينتهي في نوفمبر، وأنهت العقد في الشهر التالي. بعد فصله من المعهد، عمل ماكياريني في جامعة قازان الفيدرالية في روسيا حتى أنهت تلك المؤسسة مشروعه في أبريل 2017، ما أدى إلى فصله فعليًا.
بعد عام واحد من التحقيق الطبي القانوني، أعلنت هيئة الادعاء السويدية في أكتوبر 2017 أن ماكياريني كان مهملًا في أربع من الحالات الخمس التي جرى التحقيق فيها بسبب استخدام أجهزة وإجراءات غير مدعومة بالأدلة، ولكن لا يمكن إثبات حدوث جريمة لأن المرضى ربما كانوا سيموتون تحت أي علاج آخر يُقدم لهم. في أكتوبر أيضًا، وجد فريق الخبراء السويدي المعني بسوء السلوك العلمي أدلة على احتيال بحثي من قبل ماكياريني والمؤلفين المشاركين معه في ست أوراق بحثية ودعا إلى سحبها. اعتبارًا من 2020، سُحبت ثمانية من أوراقه البحثية وتلقت اثنتان منها إعرابًا عن القلق.

## تعليمه ومسيرته المهنية
حصل باولو ماكياريني على درجة طبية (تُعادل دكتور في الطب) من كلية الطب بجامعة بيزا في 1986 وماجستير في الجراحة في 1991. كان أستاذًا مساعدًا في جامعة بيزا من 1990 إلى 1992. حضر دورة حول الإحصاء في البحوث السريرية في جامعة ألاباما في برمنغهام في 1989. حصل ماكياريني على شهادات بدرجات علمية - ماجستير في زراعة الأعضاء والأنسجة بتاريخ 1994 ودكتوراه في نفس الاختصاص بتاريخ 1997 - من جامعة فرانش كومتيه في فرنسا. وفقًا لمدرسة هانوفر الطبية الألمانية، لم يكن لديه أي منصب مأجور هناك، لكنه كان رئيسًا لقسم جراحة القلب والصدر والأوعية الدموية في مستشفى هايدهاوس هانوفر بين عامي 1999 و2004. كان ماكياريني محققًا في معهد البحوث الحيوية في برشلونة في إسبانيا من 2006 إلى 2009. انتسب إلى جامعة برشلونة ولكنه لم يكن موظفًا فيها وكان على ما يبدو موظفًا في عيادة مستشفى برشلونة في أثناء هذا الوقت. حصل على تعيين فخري بصفة أستاذ زائر من 2009 إلى 2014 في كلية لندن الجامعية. كان خبيرًا استشاريًا ومدير مشروع في مستشفى كاريجي الجامعي بدءًا من 2010.
في وقت لاحق من 2010، عُين ماكياريني بصفة أستاذ زائر في معهد كارولنسكا في ستوكهولم وبمنصب بدوام جزئي بصفة جراح في المستشفى الجامعي التابع له. أنهى معهد كارولنسكا في 2013 علاقته السريرية مع ماكياريني ولكنه سمح له بالاستمرار بصفة باحث. أعلنت الجامعة في فبراير 2016 أنها لن تجدد عقد ماكياريني البحثي، الذي كان من المقرر أن ينتهي في نوفمبر، وأنهت العقد في الشهر التالي. نشر معهد كارولنسكا النتائج غير المكتملة للتحقق من السيرة الذاتية لماكياريني في فبراير 2016.
أقام ماكياريني علاقات في روسيا بعد أن درّس صفًا لطلاب الماجستير في 2010 بدعوة من السياسي ميخائيل باتين. أجرى بعد بضعة أشهر عملية زرع قصبة هوائية هناك غطتها وسائل الإعلام الروسية على نطاق واسع. أدى ذلك إلى تعيين ماكياريني في 2011 في جامعة كوبان الطبية الحكومية، بتمويل من الجامعة والحكومة الروسية، إلى جانب دكتوراه فخرية. انتقل إلى جامعة قازان الفيدرالية في 2016 وانتقلت أموال المنحة معه. أنهت الجامعة مشروع ماكياريني البحثي هناك في أبريل 2017.

## جراحات القصبة الهوائية البارزة

### كلوديا كاستيلو
في يونيو 2008، أجرى ماكياريني عملية زرع قصبة هوائية مُتبرع بها مستعمرة بخلايا جذعية من المتلقي، كلوديا كاستيلو؛ استُخدمت الأنسجة لتحل محل شعبها الهوائية اليسرى، التي تضررت بسبب مرض السل، وانهارت رئتها اليسرى. جاءت القصبة الهوائية من جثة وجُردت من خلاياها واستُزرع فيها خلايا مأخوذة من نخاع عظم كاستيلو. استُزرعت خلايا نخاع العظم في جامعة برستل، وجُردت القصبة الهوائية للمانح في جامعة بادوفا، واستُزرعت القصبة الهوائية المجردة بالخلايا المستزرعة في جامعة ميلانو، وزُرعت القصبة الهوائية من قبل فريق بقيادة ماكياريني في عيادة مستشفى برشلونة.

### سياران فين لينش
حضر ماكياريني في مارس 2010 عملية زرع أجراها جراحو جريت أورموند ستريت. على غرار تلك التي أُجريت لكاستيلو، على صبي أيرلندي اسمه سياران فين لينش ويبلغ من العمر عشر سنوات، في مستشفى جريت أورموند ستريت في لندن. وُلد الصبي بقصبة هوائية قطرها 1 مم وتسببت الجهود المبذولة لتوسيعها بمضاعفات هددت حياته. على عكس إجراء كاستيلو، في هذه الحالة استُزرعت القصبة الهوائية المجردة بالخلايا الجذعية للصبي قبل ساعات فقط من زرعها.

### كيزيا شورتن
كانت كيزيا شورتن مصابة بسرطان القصبة الهوائية. أجرى ماكياريني في 2010 عملية زرع مماثلة للعمليتين السابقتين. فشلت عملية الزرع في العام التالي، وزُرعت قصبة هوائية اصطناعية بهدف الرعاية التلطيفية في مستشفى الكلية الجامعية في لندن في 2011، وبعد ذلك تمكنت من الخروج والعودة إلى منزلها لقضاء عيد الميلاد مع عائلتها قبل أن تستسلم لمرضها الأساسي.

### امرأة في روسيا
زرع ماكياريني في 2010 قصبة هوائية مُستزرعة مُتبرع بها لامرأة في روسيا، في أثناء العمل مع الجراح فلاديمير بارشين.

### أنديماريام تيكلسنبيت باين
كان أنديماريام تيكلسنبيت باين رجلًا من إريتريا يدرس للحصول على درجة الماجستير في أيسلندا عندما شُخصت إصابته بالسرطان. عولج السرطان بالعلاج الكيميائي والجراحة في 2009، ولكن في 2011 تضررت قصبته الهوائية مرة أخرى. أوصى أطباء باين بالرعاية التلطيفية، لكنهم تواصلوا أيضًا مع ماكياريني، الذي كان في معهد كارولنسكا آنذاك. في هذه الحالة، تعاون ماكياريني مع العلماء في كلية لندن الجامعية لتصنيع قصبة هوائية اصطناعية بالكامل، مع سقالة هندسية مُستزرعة بخلايا نخاع عظم باين، عوضًا عن استخدام قصبة هوائية مُتبَرع بها ومجردة كما كانت العملية تُجرى من قبل. أُجريت العملية في يونيو 2011 وغطتها وسائل الإعلام على نطاق واسع، حتى أنها ظهرت في الصفحة الأولى في صحيفة نيويورك تايمز. كانت عملية الزرع بدأت بالفشل مع حلول نهاية العام، وفي حين أن باين تمكن من إكمال درجة الدكتوراه في 2012، إلا أنه توفي في يناير 2013 على الرغم من خضوعه للكثير من العلاجات في معهد كارولنسكا. أظهر التشريح أن باين كان يعاني من عدوى رئوية مزمنة وجلطة في رئته وأن القصبة الهوائية الاصطناعية كانت حرة.